# Europæisk stør
Europæisk stør (Acipenser sturio) er en fisk i størfamilien. Europæisk stør kan blive op til 6 m lang. De voksne fisk lever i havet og yngler i store floder. Arten var tidligere vidt udbredt i Europa, men er i dag kritisk truet og yngler kun i Gironde i Frankrig og de tilløbende floder Dordogne og Garonne.

## Udseende
Europæisk stør har en langstrakt krop med en lang snude og en asymnetrisk hale. Den kan blive op til 6 m lang og veje op til 1000 kg. Munden er tandløs og sidder på undersiden af hovedet. Den kan skydes frem så den danner et rør. På undersiden af snuden sidder 4 skægtråde. Kroppen har ingen skæl, men er forsynet med 5 rækker af benplader (også kaldet skjolde), og mindre plader og torne mellem rækkerne. Den er meget svær at kende fra vestatlantisk stør, men har generelt lidt flere rygplader og sideplader end denne, samt glatte benplader imod den vestatlantiske størs benplader med fordybninger og ru kanter.

## Levevis
Europæisk stør lever i havet, oftest i brakvand eller kystnært som regel på dybder mindre 40 m, men de er fanget på ned til næsten 100 m's dybde. De glider hen over bunden og spiser muslinger, orme, kredsdyr og småfisk. De kan finde byttet ved hjælp af skægtrådene og et poresystem på undersiden af snuden. Når munden og snuden er begravet i havbunden kan de ånde gennem små spirakelåbninger bag øjnene. Den nu uddøde bestand i Sortehavet jagede ansjoser i de frie vandmasser.
De yngler i store floder med stærk strøm (nu kun i Gironde-flodsystemet). Europæisk stør kan lægge op til 2,4 millioner æg som er ca. 2 mm i diameter. Æggene klækker efter 5-6 dage, og yngelen bliver i ferskvand eller brakvand i 1-4 år. Når de er 3-8 år gamle søger de til havet om vinteren, efter 8-10 års alderen bliver støren i havet på nær når de gyder. Hannerne bliver kønsmodne efter 9-13 år, og hunnerne efter 11-18 år. Hannerne gyder hvert eller hvert andet år, mens hunnerne kun gyder hvert tredje år eller sjældnere. Europæisk stør er rapporteret at kunne blive over 100 år gammel.

## Sygdomme og parasitter
Der kendes en del forskellige parasitter som lever i eller på europæisk stør, bl.a. bændelorme og digene ikter. Europæisk stør kan også være vært for kæmpeperlemuslingens (Margaritifera auricularia) larve som sætter sig fast i størens gæller. Denne ferskvandsmusling er også kritisk truet, og størens tilbagegang er anført som en medvirkende årsag.

## Udbredelse
Europæisk stør har været udbredt i Europa, fra Hvidehavet i nord langs atlanterhavskysten til Spanien, i Middelhavet og i Sortehavet. Den ynglede i mange floder, og kunne findes i havet helt til Island. De vigtigste ynglefloder var Rhinen og Elben. Genetiske undersøgelser har vist at bestanden i Middelhavet var forskellig fra bestanden i Gironde.
Undersøgelser i 2000'erne har vist at nogle at de størbestande man tidligere regnede til europæsisk stør i virkeligheden var vestatlantisk stør som indvandrede til Europa omkring år 200 og etablerede bestande i Østersøen og Ladoga- og Onega-søerne. Europæiske stør blev helt fortrængt fra Østersøen under den lille istid (ca. 1300-1800) hvor vandet formodes at være havet for koldt til at yngle.
Fra omkring 1850 er bestanden gået voldsomt tilbage. De sidste ynglepladser er i Gironde, Dordogne og Garonne i Frankrig, og her har man ikke observeret opgang af vilde fisk siden 1994. Status for bestanden i Sortehavet, som ynglede i den georgiske flod Rioni, er uvis, men europæisk stør menes ikke at være set i Riono siden 1991 og er sandsynligvis udød der.
Europæisk stør holdes i live ved opdræt i Frankrig og Tyskland. Der udsættes yngel i Gironde-systemet og andre floder, bl.a. Elben.
Europæisk stør er listet som "kritisk truet" på den internationale IUCN-rødliste. Den er beskyttet af Bern-konventionen (liste 2: strengt beskyttede dyrearter) og Bonn-konventionen og er således totalfredet i de lande som har tiltrådt konventionerne. Den er også med på Washington-konventionens liste 1, som forbyder al handel med arten eller dele af den, herunder dens æg (kaviar).
Hverken europæisk stør eller vestatlantisk stør menes nogensinde at have ynglet i danske vandløb, men der har tidligere været fanget stør (både vestatlantisk og europæisk stør) i danske åer, sidste gang i 1945 i Varde Å. C.V. Otterstrøm skrev i 1914 i Danmarks Fauna, bd. 15 at der har været fanget stør i fleste danske åer.

## Udnyttelse
Støren har været en vigtig spisefisk i dele af Vesteuropa. I begyndelsen af 1900-tallet blev der årligt fanget 10.000 stør. Rognen var også indtil 1900-tallet en yndet spise. Rognen af europæisk stør kaldtes elbkaviar i modsætning til russisk kaviar, som primært stammer fra belugastør. Fiskeriet fortsatte i Gironde helt op til 1970'erne.
I England skulle fangede stør efter en gammel lov afleveres til kronen. Det vides at være sket så sent som i 1960'erne, hvor et forskningsskib afleverede en stør til dronning Elizabeth, som lod den servere til en middag med præsident de Gaulle. I Danmark skulle store strandede fisk og hvaler ifølge Jyske Lov og Sjællandske Lov afleveres til monarken, og herunder faldt stør, som blev opfattet som særlig værdifuld.
Husblas er oprindeligt fremstillet af den inderste hinde i størens svømmeblære. Det fremgår også af navnet: Hus er et gammelt ord for stør, og blas betyder blære.